# Boura (Arbollé)
Pour les articles homonymes, voir Boura.
Boura est une commune rurale située dans le département d'Arbollé de la province du Passoré dans la région Nord au Burkina Faso.

## Géographie
Boura est situé à environ 10 km au sud-est du centre d'Arbollé, le chef-lieu du département, et de la route nationale 2 allant vers le nord-ouest du pays. Le village est à environ 40 km au sud-est de Yako.

## Histoire
Le 17 mai 2010, Boura a subi d'importants dommages matériels et humains à la suite de violents orages et pluies ayant détruit de nombreuses maisons en banco, abattu arbres et cultures, et tué notamment le patriarche du village, Rayimssomba Salif Ouédraogo.

## Économie
Le village possède un important marché régional.

## Santé et éducation
Le centre de soins le plus proche de Boura est le centre de santé et de promotion sociale (CSPS) d'Arbollé tandis que le centre médical avec antenne chirurgicale (CMA) de la province se trouve à Yako.